# لويس كارلوس جانكويرا
لويس كارلوس جانكويرا (بالبرتغالية: Luiz Carlos Uchôa Junqueira‏) (1920-2006) هو طبيب وأستاذ جامعي، ولد في ساو باولو في البرازيل في 5 آب 1920 وتوفي في 6 تشرين الأول 2006 .
أبدى اهتماماً مبكراً منذ طفولته بعلم الأحياء وخاصة بعد قيامه بأول لعبة مع شرائح مجهرية أحضرها والده عندما عاد من رحلة إلى فرنسا.
دخل كلية الطب بجامعة ساو باولو (USP)، وعند تخرجه عام 1946 بدأت حياته الأكاديمية المثمرة. فبعد فترة وجيزة من تخرجه تخصص في علم الأحياء البحرية في الولايات المتحدة على يد فئات مختلفة مع المعلمين الذين حصلوا على جائزة نوبل.
أكمل الدكتوراه PhD التي أشرف عليها E. De Robertis من جامعة بوينس آيرس، الأرجنتين، وبعد فترة وجيزة، حصل على شهادة التأهيل Habilitation في 1948.
تقدم إلى المنافسة للحصول على كرسي «الأستاذ» في علم الأنسجة وعلم الأجنة في عام 1948، فكان واحداً من أصغر الأساتذة في الجامعة - 28 سنة.
ونظراً لصغر سنه، كان هناك تحفظ لرئيس الجامعة، وقد تجاوز اعتراض رئيس الجامعة بواسطة البروفيسور Renato Locchi .
كان خريج الدكتوراه من مؤسسة روكفيلرالولايات المتحدة، بين عامي 1949 و 1950
قام بهيكلة مخبر النسج في مقر جامعة ساو باولو للحصول على جذب الطلاب من الخارج - لم يسمع به أحد حتى ذلك الحين.وخرَّج بتجهيزاته العديد من الأساتذة والأطباء واستفاد من البحث العلمي في جامعة ساو باولو.
ومع إعادة الهيكلة الأكاديمية لجامعة ساو باولو، التي وقعت في عام 1969، تم نقله إلى المنشأة الجديدة «معهد العلوم الطبية الحيوية» حيث استمر بالتعليم حتى تقاعده.
حافظ مع ذلك على تعاون علمي مكثف مع جامعة ساو باولو من خلال عمله الرائد في المطرق خارج الخلية توج هذا العمل باكتشاف نضج عنق الرحم أثناء المخاض (وهو واحد من الأعمال العلمية في البرازيل ذات التأثير الأعلى في المجال العلمي الدولي)، فضلا عن اكتشافه صبغة محددة لألياف الكولاجين.
كان أول رئيس لمؤسسة كارلوس شاغاس، ونائباً لرئيس IBECC Funbec، ومؤسس وأول رئيس للجمعية البرازيلية لبيولوجيا الخلية في عام 1980
وهو مؤلف ل 6 كتب، واحد منها، «أساسيات علم النسج» (Basic Histology) الذي ما زال يصدر إلى الآن ويتولى تعديله بعد وفاة البروفسور جانكويرا البروفسور Anthony L. Mescher من جامعة إنديانا في الولايات المتحدة
اعتمد هذا الكتاب في جامعة هارفارد وجامعة ستانفورد، وهو الأكثر استخداما في الولايات المتحدة الأمريكية وقد ترجم، إلى 17 لغة منها اللغة العربية حيث ترجمه بنسخته الإنكليزية الثانية عشرة د. محمد عمر الزعبي باسم أساسيات علم النسج لجانكويرا واعتمد الكتاب كمقرر علم النسج لطلاب الطب البشري في جامعة حماة وجامعة إدلب في سوريا
كان أيضا باحثاً مشاركاً في جامعة شيكاغو في عام 1949 وباحث فخري مشارك في جامعة هارفارد في 1975.
في تقاعده قال أنه نظَّم منزله كمختبر تابع فيه دراسته.فطوّر الراتنج النسيجي وبلغت أعماله ذروتها عندما أعدَّ مقطعاً بسمك 2 ميكرون فأحدث ثورة في دراسة الأنسجة بسبب شدة التلوين.
كان يدعى سنويا إلى إعطاء محاضرة نخاع العظام في كلية الطب بجامعة هارفارد وذلك لمعرفته العميقة وقدرته التعليمية.

## الأبحاث
- المطرق خارج الخلية Extracellular Matrix
- الأنسجة من البرمائيات والزواحف البرازيلية
- إفراز الخلايا Cell Secretion
- النقل بين الخلايا Intercellular Transport

## ألقابه
- الطبيب - من جامعة ساو باولو، 1946
- أستاذ - كلية الطب، جامعة ساو باولو - 1948
- خريج الدكتوراة روكفلر، الولايات المتحدة الأمريكية، 1949/1950
- باحث فخري مشارك - جامعة هارفارد - 1968
- أستاذ - معهد العلوم الطبية الحيوية، ساوباولو - 1986
- أستاذ فخري - كلية الطب، جامعة ساوباولو 1990 -
- أستاذ فخري - معهد العلوم الطبية الحيوية، 1990

## الجوائز
- وسام الاستحقاق الوطني العلمي من رئيس البرازيل في 1995